# Ed Whitlock
Ed Whitlock (* 6. März 1931 in London, England; † 13. März 2017 in Toronto, Ontario) war ein kanadischer Mittel- und Langstreckenläufer. Der bei seinem Tod 86-Jährige war der erste über Siebzigjährige, der einen Marathon unter drei Stunden lief.

## Leben
Ed Whitlock wurde in London geboren und wanderte später nach Kanada aus, um seine berufliche Karriere als Ingenieur fortzuführen. Dort fand er in Milton (Ontario) eine neue Heimat. Während seiner Schulzeit und als Student an der Universität London betrieb er den Laufsport bereits leistungsorientiert und gewann mehrere Bahn- und Crossläufe.
Nach seinem Umzug nach Kanada begann Ed Whitlock motiviert durch seinen damals 14-jährigen Sohn, der ein Jahr lang für einen Marathon täglich lief, erst wieder im Alter von 41 Jahren mit dem Laufsport, zunächst im Mittelstreckenbereich. Mit 48 Jahren wurde er 1500-m-Weltmeister der M45 und es folgte der erste Marathon in Ottawa mit einer Zeit von 2:31:23 h. Bekannt wurde Ed Whitlock schließlich mit seinen Altersklassenweltrekorden. Im Jahr 2000 schaffte er es im Alter von 69 Jahren als bislang ältester Mensch einen Marathon unter drei Stunden zu laufen (2:52:47 h). Nachfolgend stellte er Rekorde über fast alle Mittel- und Langstrecken sowie im Marathonlauf in den Altersklassen M70, M75, M80 und M85 auf. Auch über die Halbmarathon-Distanz konnte er mehrere Rekorde erlaufen, wenn auch durch fehlende Rekordlisten nur inoffiziell. Regelmäßig startete er beim Toronto Waterfront Marathon und hielt dort teils das Zielbanner beim Einlauf der Sieger.
Ed Whitlock lief im hohen Alter trotz mehrerer Krankheiten. So wurde bei ihm 2008 Arthritis im Knie diagnostiziert und der zuständige Arzt sagte ihm, er könne nie wieder laufen. Seinen letzten Weltrekord über die Marathondistanz in der Altersklasse M85 (3:56:33 h) lief Ed Whitlock in einem 30 Jahre alten T-Shirt sowie 15 Jahre alten Laufschuhen. Dabei gelang es ihm die vorherige Bestmarke der Altersklasse (4:34:55 h) über eine halbe Stunde zu verbessern, den alten Jahrgangs-Weltrekord (5:00:25 h) sogar um über eine Stunde. Eine Woche nach seinem 86. Geburtstag starb Ed Whitlock Mitte März 2017 an Prostatakrebs.
Nach der Umrechnungsformel der „World Masters Athletics“, bei der die Marathonleistung mit Berücksichtigung des Alters ins Verhältnis zu einer theoretischen Hauptklassezeit gesetzt wird, erzielte Ed Whitlock höherwertige Zeiten als der damalige Weltrekordler Dennis Kimetto. So ergäbe sein M80-Weltrekord von 3:15:54 h auf eine Hauptklassezeit umgerechnet eine 2:02:10 h, also eine 47 Sekunden schnellere Zeit als die des Weltrekordes von 2:02:57 h. Bereits im imaginären Duell mit Haile Gebrselassie (damaliger Weltrekord 2:03:59 h) lag Ed Whitlock mit seinem M70-Weltrekord von 2:54:48 h, was umgerechnet 2:03:57 h bedeutete, um zwei Sekunden vorne.

## Altersklassenrekorde

### Freiluft-Weltrekorde
| Distanz  | AK M65 | AK M70     | AK M75   | AK M80   | AK M85    |
| -------- | ------ | ---------- | -------- | -------- | --------- |
| 1500 m   |        |            |          | 5:48,93  | 6:38,23   |
| 1 Meile  |        |            | 5:41,80  | 6:44,44  | 7:18,55   |
| 3000 m   |        |            | 11:10,43 | 12:13,56 |           |
| 5000 m   |        | 18:33,38 1 | 19:07,02 | 20:58,12 | 24:03,99  |
| 10.000 m |        | 38:04,13   | 39:25,16 | 42:39,95 | 51:07,53  |
| Marathon |        | 2:54:48    | 3:04:54  | 3:15:54  | 3:56:33 2 |

### Hallen-Weltrekorde
| Distanz | AK M65    | AK M70   | AK M75   | AK M80   | AK M85   |
| ------- | --------- | -------- | -------- | -------- | -------- |
| 1500 m  |           | 5:12,22* | 5:20,04  | 5:48,47  | 6:38,87  |
| 3000 m  | 10:11,6 1 | 10:52,40 | 11:17,21 | 12:00,88 | 13:41,96 |

## Persönliche Erfolge
| Datum/Jahr    | Rang | Wettbewerb                  | Austragungsort          | Zeit     | Bemerkung                                 |
| ------------- | ---- | --------------------------- | ----------------------- | -------- | ----------------------------------------- |
| 16. Okt. 2016 | ?    | Toronto Waterfront Marathon | Toronto                 | 03:56:33 | M85-Weltrekord Marathon                   |
| 24. Apr. 2016 | ?    | Waterloo Marathon           | Waterloo (Ontario)      | 01:50:47 | inoffizieller M85-Weltrekord Halbmarathon |
| 27. Apr. 2014 | ?    | Waterloo Marathon           | Waterloo (Ontario)      | 01:46:12 | Halbmarathon                              |
| 20. Okt. 2013 | ?    | Toronto Waterfront Marathon | Toronto                 | 03:41:57 |                                           |
| Sep. 2013     | ?    | Milton Half-Marathon        | Milton (Ontario)        | 01:38:11 | inoffizieller M80-Weltrekord Halbmarathon |
| 14. Okt. 2012 | ?    | Toronto Waterfront Marathon | Toronto                 | 03:30:28 |                                           |
| 16. Sep. 2012 | ?    | Milton Half-Marathon        | Milton (Ontario)        | 01:38:59 |                                           |
| 16. Okt. 2011 | ?    | Toronto Waterfront Marathon | Toronto                 | 03:15:54 | M80-Weltrekord Marathon                   |
| 10. Apr. 2011 | ?    | Rotterdam-Marathon          | Rotterdam               | 03:25:43 |                                           |
| 26. Sep. 2010 | ?    | Toronto Waterfront Marathon | Toronto                 | 01:34:26 | Halbmarathon                              |
| 27. Sep. 2009 | ?    | Toronto Waterfront Marathon | Toronto                 | 01:37:38 | Halbmarathon                              |
| 13. Mai 2007  | ?    | London Marathon             | New London (Ontario)    | 01:29:26 | inoffizieller M75-Weltrekord Halbmarathon |
| 15. Apr. 2007 | ?    | Rotterdam-Marathon          | Rotterdam               | 03:04:54 | M75-Weltrekord Marathon                   |
| 24. Sep. 2006 | ?    | Toronto Waterfront Marathon | Toronto                 | 03:08:34 |                                           |
| 10. Apr. 2005 | ?    | Rotterdam-Marathon          | Rotterdam               | 02:58:40 |                                           |
| 26. Sep. 2004 | ?    | Toronto Waterfront Marathon | Toronto                 | 02:54:48 | M70-Weltrekord Marathon                   |
| 18. Apr. 2004 | ?    | Aurora Half Marathon        | Aurora (Ohio)           | 01:28:02 |                                           |
| 28. Sep. 2003 | ?    | Toronto Waterfront Marathon | Toronto                 | 02:59:09 |                                           |
| 12. Apr. 2003 | ?    | Buffalo Marathon            | Buffalo (New York)      | 01:28:37 | Halbmarathon                              |
| 13. Mai 2001  | ?    | London Marathon             | New London (Ontario)    | 03:00:23 |                                           |
| 21. Apr. 2001 | ?    | Grand Island Half Marathon  | Grand Island (New York) | 01:22:23 | inoffizieller M70-Weltrekord Halbmarathon |
| 29. Okt. 2000 | ?    | Columbus Marathon           | Columbus (Ohio)         | 02:52:50 |                                           |
| 24. Sep. 2000 | ?    | Toronto Waterfront Marathon | Toronto                 | 01:20:14 | Halbmarathon                              |
| 14. Nov. 1999 | ?    | Columbus Marathon           | Columbus (Ohio)         | 02:51:02 |                                           |
| 26. Sep. 1999 | ?    | Toronto Waterfront Marathon | Toronto                 | 01:20:33 | Halbmarathon                              |
| 13. Mai 1979  | ?    | Ottawa-Marathon             | Ottawa                  | 02:31:23 | erster Marathon von Ed Whitlock           |